# Helichrysum serpentinicola
Helichrysum serpentinicola là một loài thực vật có hoa trong họ Cúc. Loài này được Wild mô tả khoa học đầu tiên năm 1983.